# Nowy Dwór (gmina Koronowo)
Nowy Dwór – (niem. Neuhof) wieś w Polsce, położona w województwie kujawsko-pomorskim, w powiecie bydgoskim, w gminie Koronowo.

## Podział administracyjny
| SIMC    | Nazwa             | Rodzaj    |
| ------- | ----------------- | --------- |
| 0089052 | Janowo            | część wsi |
| 0089069 | Lipie             | część wsi |
| 0089075 | Nowy Dwór-Kolonia | część wsi |

W latach 1975–1998 miejscowość należała administracyjnie do województwa bydgoskiego.

## Demografia
Według danych Urzędu Gminy Koronowo (XII 2015 r.) miejscowość liczyła 641 mieszkańców.